# Livre de Gerart comte de Nevers

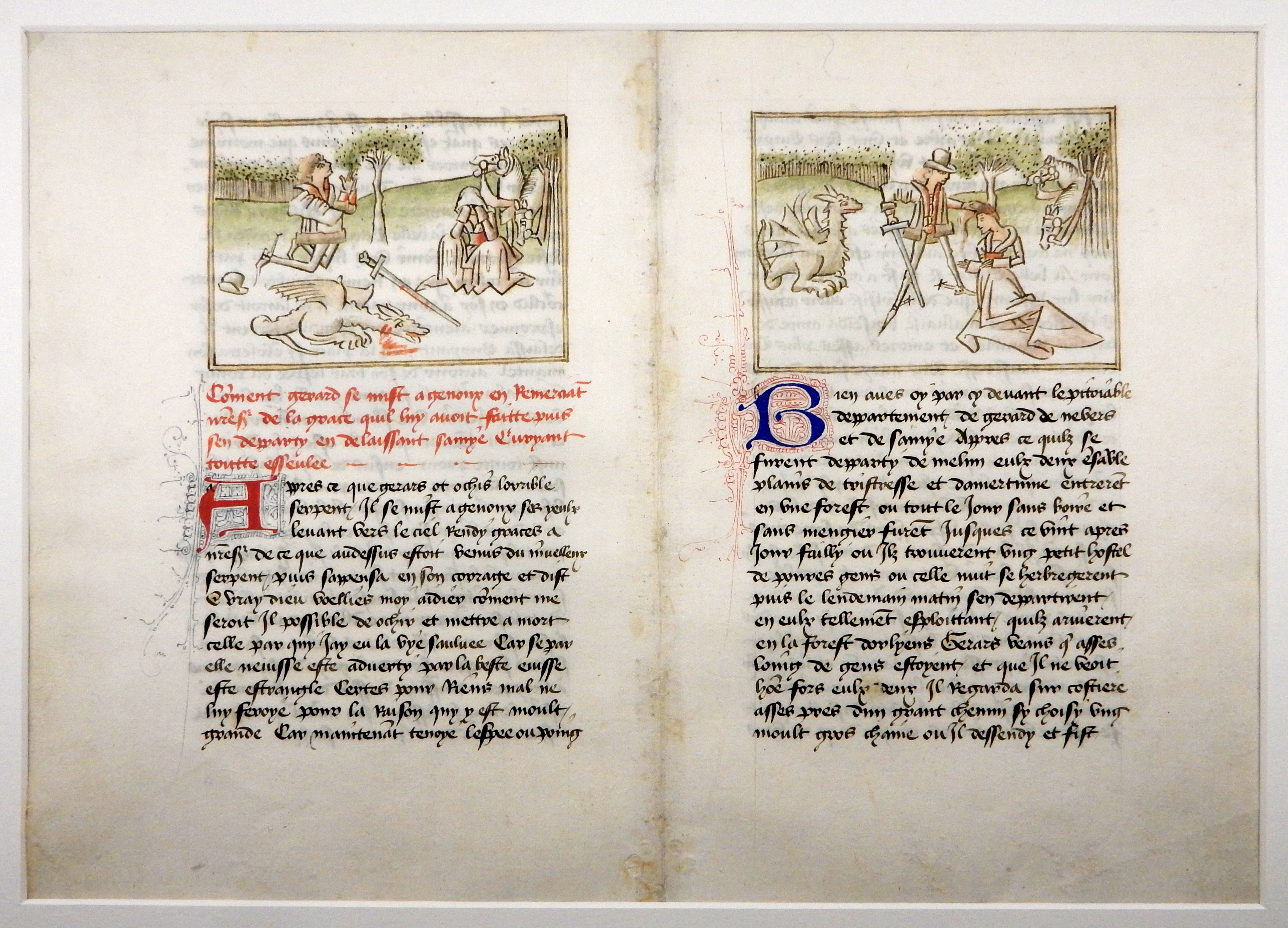
Extrait du Livre de Gerart comte de Nevers écrit ou commandité par Jean de Wavrin (début du XV). En réfection au moment de la prise de vue, les pages sont momentanément détachées de leur reliure et ne sont donc pas dans l'ordre normal. - Bibliothèque royale de Belgique

Le Livre de Gerart comte de Nevers aussi appelé le Roman de Gérard de Nevers ou le Roman de Girart de Nevers est un roman du XVe siècle, qui raconte les amours entre le noble chevalier, Gerart comte de Nevers  (qui est un personnage de fiction) et dame Euriant. Ces amours sont malmenées par un ancien prétendant, Liziart, comte de Forest. Il contient tous les éléments typiques d'un roman courtois, dragons, géants, banquets et amour courtois. Le ton est parfois cynique et l'œuvre se moque de la littérature chevaleresque traditionnelle.

## Deux manuscrits
Le Livre de Gerart est connu par deux manuscrits enluminés du XVe siècle. Ils ont tous les deux appartenu à Philippe le Bon. Tous les deux sont repris dans l’inventaire de 1467 - 1469 de la bibliothèque du Duc de Bourgogne. Ils sont tous les deux rédigés dans une écriture gothique bâtarde bourguignonne.
L'illustration des deux manuscrits est postérieure à leur rubrication, de ce fait, en fonction des contraintes de mise en page, les miniatures sont tantôt mises en tête de page tantôt en milieu de page.
De nos jours, un manuscrit est conservé à la Bibliothèque royale de Belgique à Bruxelles (Ms.9231) et l’autre, postérieur, est conservé à la Bibliothèque nationale de France à Paris (Fr.24378).

### Le manuscrit de Bruxelles
Le premier propriétaire de ce manuscrit est, fort probablement Jean de Wavrin, bibliophile dont l'intérêt est très porté sur le thème des romans de chevalerie. Ce dernier a sans doute offert le manuscrit à Philippe le Bon. En 1467 et en 1485, le manuscrit est recensé comme appartenant à la bibliothèque des ducs de Bourgogne. Il est ensuite confisqué par les français pour la Bibliothèque du Roi en 1748. C'est en 1815 qu'il revient à la Bibliothèque royale à Bruxelles.
Écrit entre 1451 et 1464 (ou en 1460,) sur papier, le livre comporte plus de cinquante illustrations exécutées à l’encre et à l’aquarelle par un enlumineur anonyme de la seconde moitié du XVe siècle désigné par le nom de Maître de Wavrin. Ces enluminures expressionnistes sont proches de la caricature. Très narratives, elles se différencient clairement de l’enluminure contemporaine du XVe siècle.

### Le manuscrit de Paris

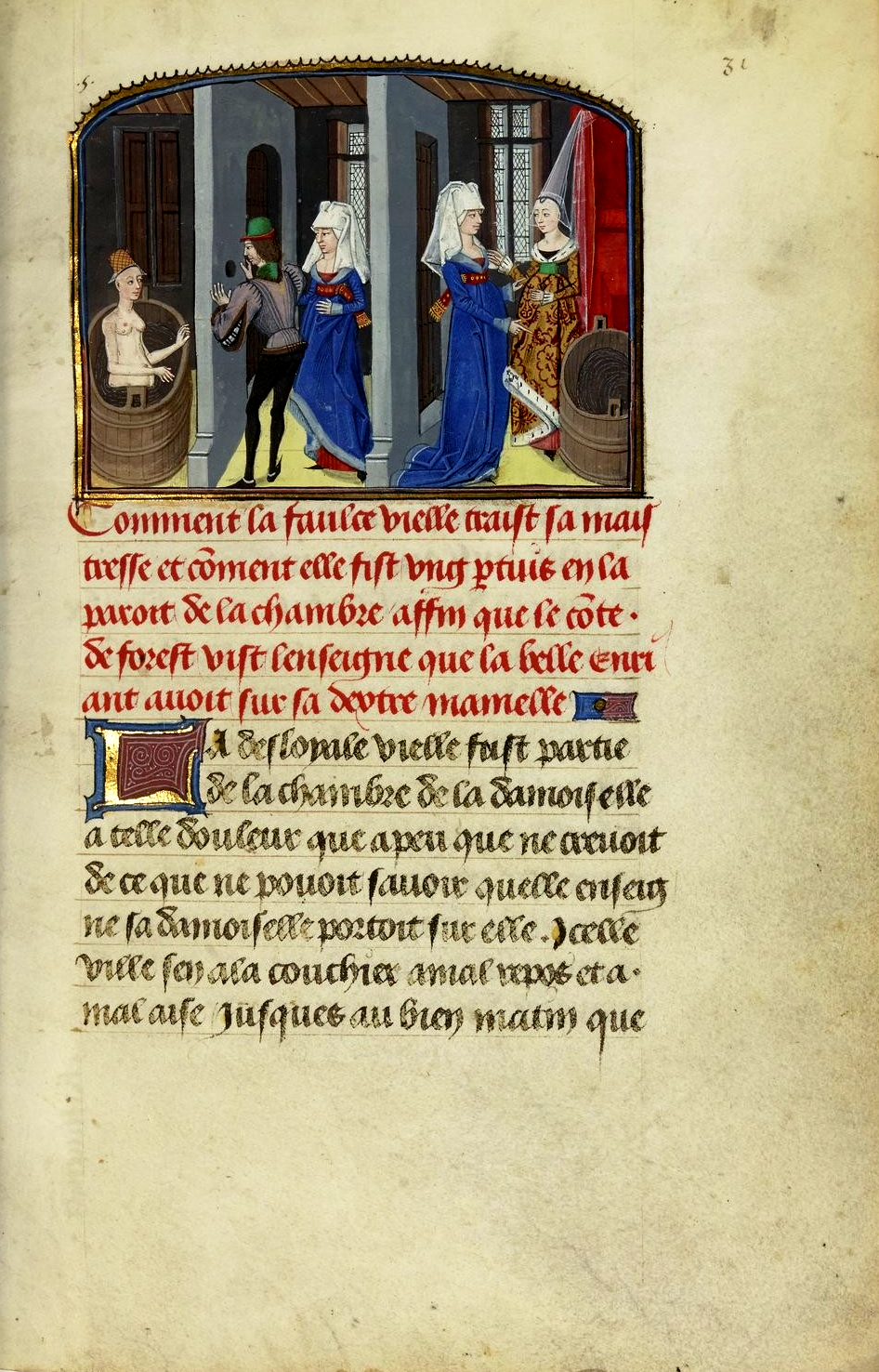
Extrait du Livre de Gerard de Nevers conservé à Paris dont les illustrations sont attribuées à Loyset Liédet, Bibliothèque nationale de France, Fr.24378

L'histoire du manuscrit de Paris est plus compliquée. Sans doute commandé par Philippe le Bon lui-même et copié par Guyot d'Augerans, il est signalé dans l’inventaire de 1467 - 1469 de la bibliothèque du Duc de Bourgogne comme inachevé («non liés ne hystoriès»). Il est confié, sans doute après 1467, à Loyset Liédet pour être illustré,.
Il disparaît, ensuite des inventaires réalisés à Gand en 1477 à Bruges en 1485 et à Bruxelles en 1487. Mais il réapparaît en 1504 dans un inventaire de Bruges. Il semble cependant fort peu probable que le manuscrit ait quitté la bibliothèque des ducs de Bourgogne dans la mesure où ils avaient l'habitude d'emporter certains ouvrages d'une résidence à l'autre.
Ensuite, le manuscrit passe de main en main entre divers acquéreurs, comme Roger de Gaignières en 1680 qui fit don de sa collection au roi Louis XIV en 1711. Toutefois le manuscrit ne se trouve dans aucun recensement royal. Sans doute, le prince d'Ysenghien l'a-t-il acquis juste avant le legs pour l'ajouter dans sa déjà très riche collection dont il se sépare en 1756.
C'est un riche collectionneur qui rachète alors le manuscrit : Louis-Jean Gaignat. Le 10 avril 1769, le manuscrit est vendu au Duc de La Vallière qui l'ajoute dans sa collection. À la mort du duc en 1784, la collection La Vallière - dans laquelle se trouve le manuscrit - est rachetée par la Bibliothèque du Roi qui devient Bibliothèque impériale et, ensuite, Bibliothèque nationale de France.
Écrit sur papier vélin, le manuscrit de Paris est illustré de 55 miniatures de Loyset Liédet.

## Une mise en prose
Le Livre de Gerart comte de Nevers est inspiré du Roman de la Violette, une œuvre écrite en vers dans les années 1220 par Gerbert de Montreuil. L’auteur du Livre de Gerart comte de Nevers en a fait une mise en prose. Il prétend cependant l’avoir faite à partir d’une version provençale.
Cette adaptation en prose, bien qu’anonyme, semble être le fait de Jean de Wavrin (1394-1471). Plusieurs indices semblent mener à cette paternité, :
- malgré les évidentes différences de styles entre les deux ouvrages, le prologue du Livre de Gerart présente plusieurs passages en commun avec le prologue du Recueil des Croniques et Anchiennes Istories de la Grant Bretaigne, à présent nommé Engleterre dont l’auteur est, pour ce dernier, sans aucun doute Jean de Wavrin ;
- le manuscrit de Bruxelles est illustré par le Maître de Wavrin qui est un enlumineur fort coutumier de Jean de Wavrin (d'où le nom qui a été donné à l'enlumineur) ;
- dans son prologue, l’auteur se dit fréquenter Charles de Nevers et la cour de Philippe le Bon. À cette époque, Jean de Wavrin était diplomate et conseiller de Philippe le Bon. Le prologue est accompagné d’une dédicace à Charles de Nevers, gendre de Philippe le Bon. Probablement parce qu’il porte le même titre de noblesse que le héros ou que ce dernier ait été le commanditaire du roman. L’auteur prétend aussi faire partie de l’entourage immédiat de Charles de Nevers ;
- même si le frontispice du manuscrit de Bruxelles montre une illustration où le livre est présenté à Charles de Nevers sur une table improvisée par un noble qui semble être Jean de Wavrin[11], il est permis de supposer que Jean de Wavrin ait offert le volume à son maître Philippe le Bon.

Pour d'autres commentateurs, Jean de Wavrin ne serait que le commanditaire du manuscrit qu'il a ensuite offert à Philippe le Bon.  
La mise en prose, découpée en une cinquantaine de chapitres, est, en elle-même, assez fidèle au roman en vers du XIIIe siècle : le rang et le nom de quelques personnages sont modifiés afin de remettre le récit au goût de la cour de Bourgogne au XVe siècle. Ceci, exception faite d'un épisode interpolé qui ne figure pas dans les manuscrits du Roman de Violette encore présents. 
L'origine de l'épisode interpolé qui, par ailleurs, rompt avec la continuité du récit, reste encore l'objet de questions. Les différents commentateurs du Livre de Gerart  soulignent que cet épisode se trouve dans plusieurs romans du cycle arthurien. Il semblerait même avoir été initialement écrit par Gerbert de Montreuil lui-même dans le cadre d'une autre œuvre : La Continuation de Perceval. De plus, les thèmes arthuriens étant passés de mode au XVe siècle, il apparaît peu probable qu'il ait été inséré par le prosateur du Roman de la Violette. Une hypothèse est retenue : un copiste inconnu a voulu mettre le Roman de la Violette en relation avec celui de Perceval. Mais l'exemplaire de cette copie semble perdu. Ce qui implique que les seuls témoins  encore présents du Roman de la Violette n'ont pas servi à la mise en prose des exemplaires du Livre de Gerart encore existants.

## Le Récit
Le Livre de Gerart comte de Nevers est classé dans le genre de « roman de la gageur » car il trouve la base de son intrigue sur un pari. En effet, le héros parie sur la fidélité de la femme qu'il aime et subit de nombreuses tribulations à la suite de son imprudente gageure.
Gerart comte de Nevers prétend publiquement à l’amour exclusif que lui porte dame Euriant, l’élue de son cœur. Face à tant de fierté, Liziart, comte de Forest, s’affirme capable de séduire la belle. Les deux hommes engagés dans ce pari mettent en jeu toutes leurs possessions.

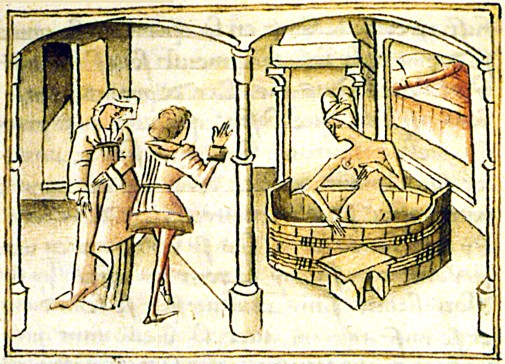
Comment le comte de Forest veist lenseigne que avait la belle Euriant sur la destre mamelle, Bibliothèque royale de Belgique, Ms.9631. f12.v

Liziart se rend ensuite à Nevers et, après d’infructueuses tentatives de séduire Euriant, trouve en Gondrée, la vieille gouvernante, une alliée inattendue. Celle-ci lui permet, à l’aide d’un petit trou creusé à la chignole dans un mur, de découvrir la nudité de sa maîtresse pendant son bain. Liziart découvre ainsi sur « la destre mamelle » (le sein droit) de la pucelle une marque corporelle en forme de violette.
Connaissant ainsi le secret d’Euriant, le félon prétend à la cour avoir possédé la belle et gagne ainsi le pari dans lequel il s'est engagé avec Gerart. Les amants sont séparés et Gerart perd son comté.
Gerart, outré par la prétendue conduite d'Euriant et désirant s'en venger, attire la jeune femme dans une forêt pour lui trancher la gorge. Il est, avant cela, attaqué par un dragon qu’il combat et vainc (f20. « Comment Gerard de Nevers volt trenchier le chief à la belle Euriant en la forest d'Orliens, du serpent quy luy vint courir sus et comment il délaissa Euriant toutte esseulee »). Interprétant sa victoire comme un signe de Dieu, il s’agenouille et reconnaît qu’il est l’objet d’une machination (f.21v « Comment Gerard se mist à genoux en remerciant nostre seigneur de la grace quil lyu avait faitte ») et part en quête pour confondre Liziart (cf. l'illustration au début de l'article).
Liziart et Gerart connaissent maintes péripéties. Leurs chemins se croisent à la fin du roman lors d’un combat qui les oppose. Liziart est vaincu et avoue son méfait. Comme le doute sur la virginité d’Euriant est publiquement dissipé, le mariage des deux amants devient possible. Gerart récupère ses biens et prend possession de ceux de Liziar (« Comment le roy Loÿs donna a Gerart la conté de Forest et sy luy rendy sai conté de Nevers, et de la vielle Gondree quy fu arse, et comment Gerart prist a maryage Euryant s'amye »).